# 5th Dragoon Guards
Le 5th (Princess Charlotte of Wales's) Dragoon Guards est un régiment de cavalerie de l'armée britannique, officiellement formé en janvier 1686 sous le nom de Shrewsbury's Regiment of Horse. Après plusieurs changements de nom, il devient le 5th (Princess Charlotte of Wales's) Regiment of Dragoon Guards en 1804.
En 1922, il fusionne avec le 6th (Inniskilling) Dragoons pour former le 5th/6th Dragoons. Son histoire et ses traditions se perpétuent aujourd'hui dans le Royal Dragoon Guards, une unité légère de reconnaissance de l'armée britannique.

## Histoire
Le 1er janvier 1686, plusieurs troupes indépendantes de cavalerie levées en réponse à la rébellion de Monmouth de 1685 sont rassemblées et forment le Earl of Shrewsbury's Regiment of Horse (régiment de cavalerie du comte de Shrewsbury). Après la Glorieuse Révolution de 1688, il sert dans la guerre orangiste en Irlande, notamment lors de la bataille de la Boyne et du premier siège de Limerick. À la fin de la guerre de neuf ans en 1697, le régiment échappe à la dissolution en étant intégré à l'établissement militaire irlandais, où il reste jusqu'à la création du Royaume-Uni en 1801.
Pendant la guerre de Succession d'Espagne, le régiment est commandé par William Cadogan, proche collaborateur du duc de Marlborough. Elle participe à de nombreuses batailles et sièges de ce dernier, notamment Blenheim, Ramillies et Malplaquet. Après les traités d'Utrecht en 1713, il reprend ses fonctions de garnison en Irlande, où il passe la plupart des 80 années suivantes.

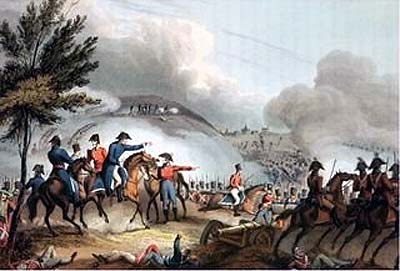
La charge de Le Marchant à Salamanque, juillet 1812 ; le Dragoons est au premier plan à droite.

Rebaptisé Second Irish Horse en 1746, l'unité devient ensuite le 5th Regiment of Dragoon Guards en 1788. Au début des guerres de la Révolution française en 1793, le régiment est affecté dans les Flandres où il combat lors de la bataille de Beaumont (en) en avril 1794. L'unité retourne en Irlande et participe à la répression de la rébellion irlandaise de 1798, notamment aux batailles d'Arklow (en), de Vinegar Hill et de Ballinamuck. En 1804, il est rebaptisé 5th (Princess Charlotte of Wales's) Regiment of Dragoon Guards en l'honneur de la princesse Charlotte, puis simplifié en 5th (Princess Charlotte of Wales's) Dragoon Guards.

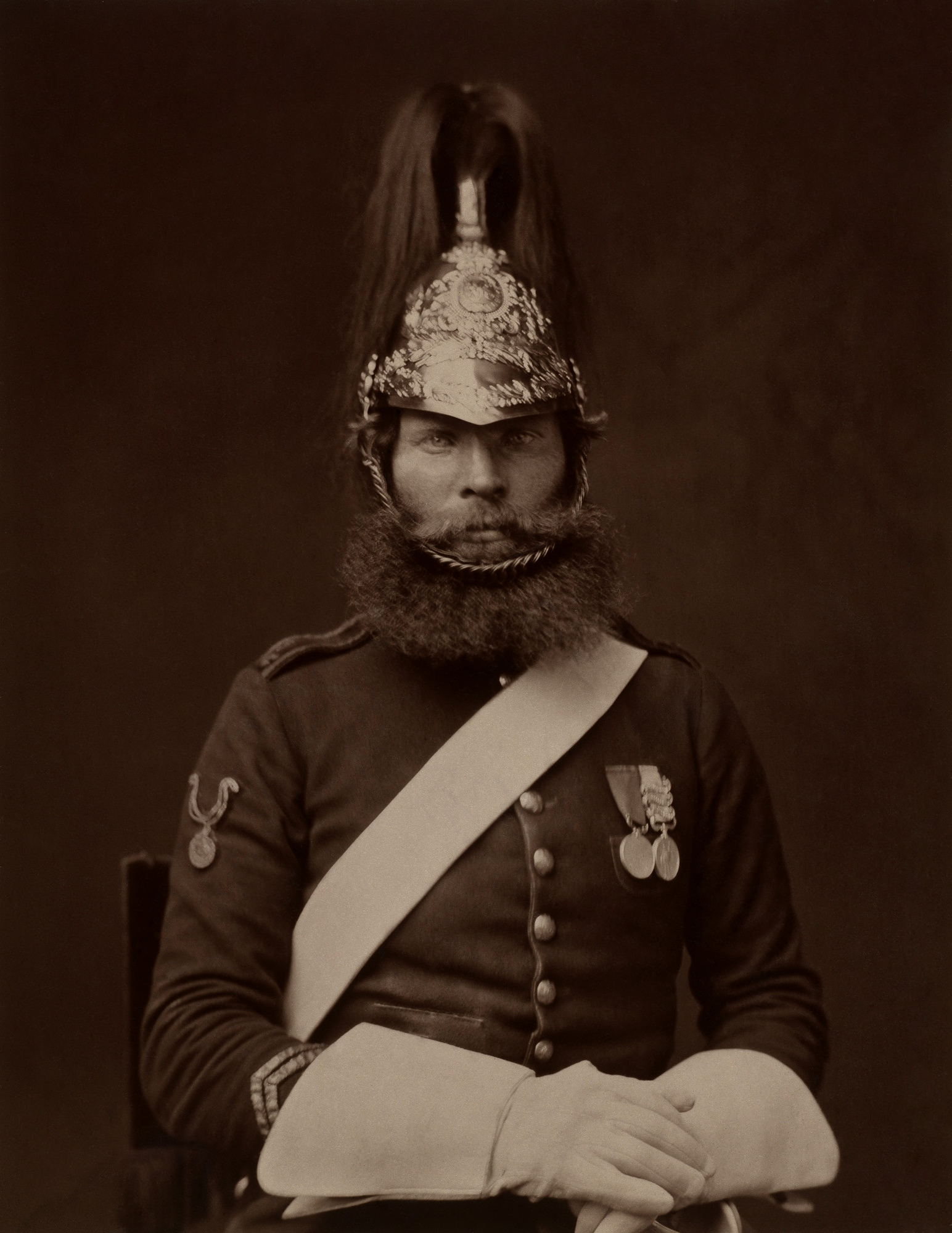
Michael MacNamara, qui participa à la charge de la brigade lourde en 1854 ; photographié vers 1856.

Affecté en Espagne en 1810, le régiment fait partie de la brigade de Le Marchant pendant la guerre d'indépendance espagnole. La bataille de Salamanque en juillet 1812 est considérée comme l'une des plus grandes victoires de Wellington et l'attaque de Le Marchant comme  « la charge la plus destructrice menée par une brigade de cavalerie pendant toute la période napoléonienne ». Le régiment célèbrera le « jour de Salamanque » jusqu'à sa dissolution en 1922 ; la tradition se perpétue dans plusieurs unités de l'armée britannique moderne.
Redésigné cavalerie lourde, le régiment est participe à la guerre de Crimée en 1853 et à la bataille de Balaklava en octobre 1854. La charge de la brigade lourde est devenue célèbre mais les pertes sont relativement légères ; la brigade dans son ensemble perd 92 soldats au total (morts et blessés), dont 15 proviennent du 5th Dragoon Guards. Un petit détachement participe à l'expédition du Nil de 1885, mais sa prochaine action sérieuse a lieu pendant la seconde guerre des Boers de 1899-1902, lors des batailles d'Elandslaagte et de Ladysmith.
Pendant la Première Guerre mondiale, il fait partie du corps expéditionnaire britannique et débarque en France en août 1914. Rebaptisé 5th Dragoon Guards (Princess Charlotte of Wales's) en 1921, il est fusionné l'année suivante avec les Inniskillings (6th Dragoons), pour former le 5th/6th Dragoons.

## Musée régimentaire

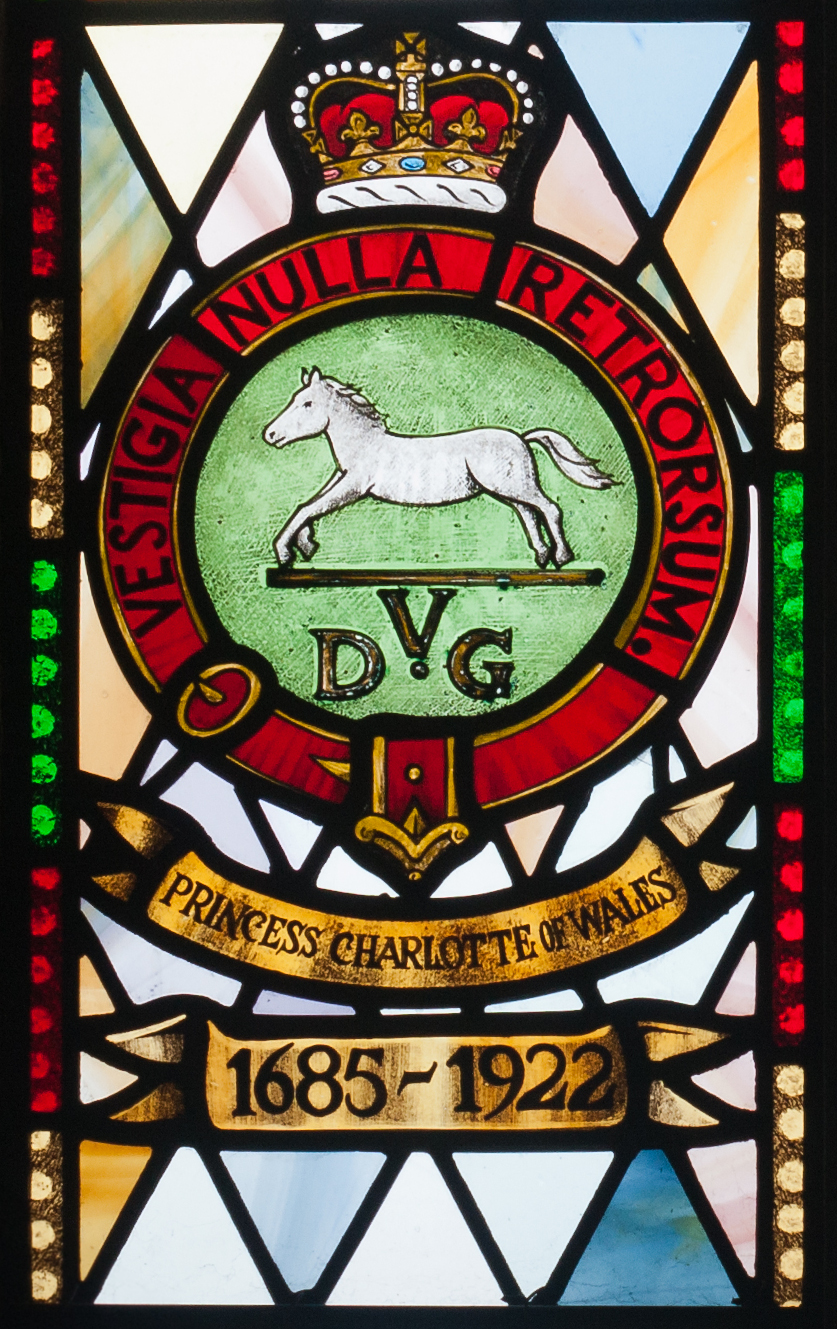
Fenêtre commémorative à la cathédrale Saint-Macartin d’Enniskillen.
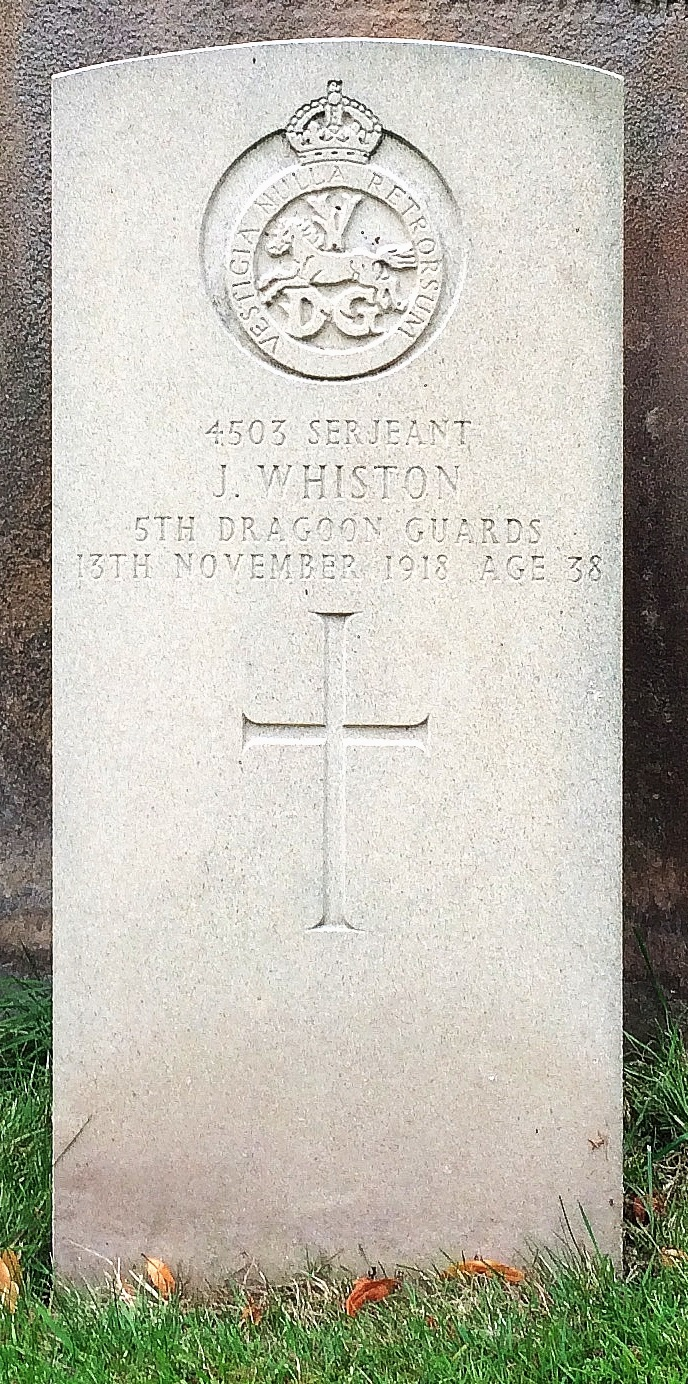
J Whiston, 5th Dragoon Guard; pierre tombale, église St Mary d'Eccleston.

La collection du régiment est conservée au musée militaire du Cheshire, au château de Chester,.

## Liste des colonels
Les colonels du régiment sont les suivants :

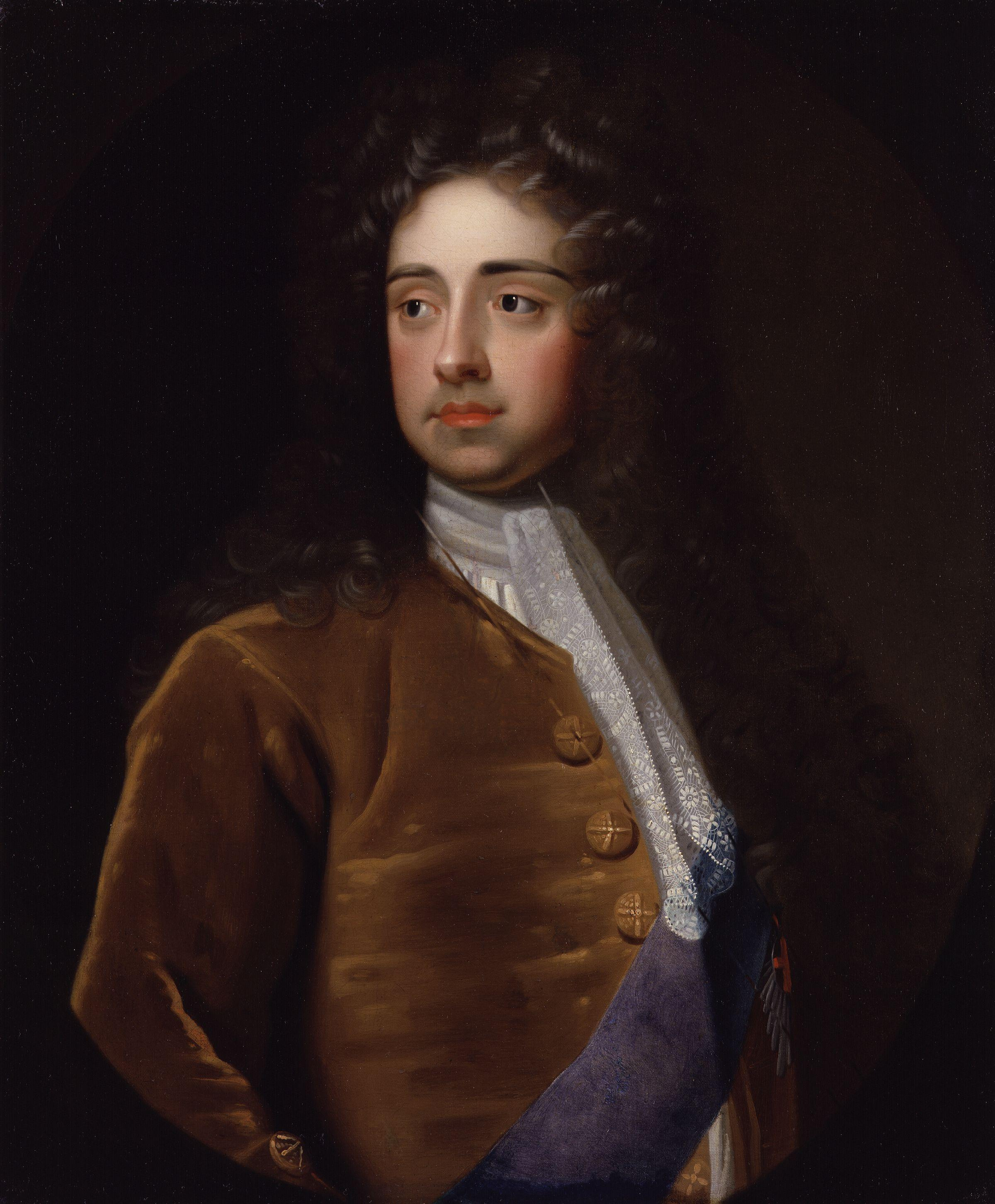
Comte de Shrewsbury, 1686-1687.
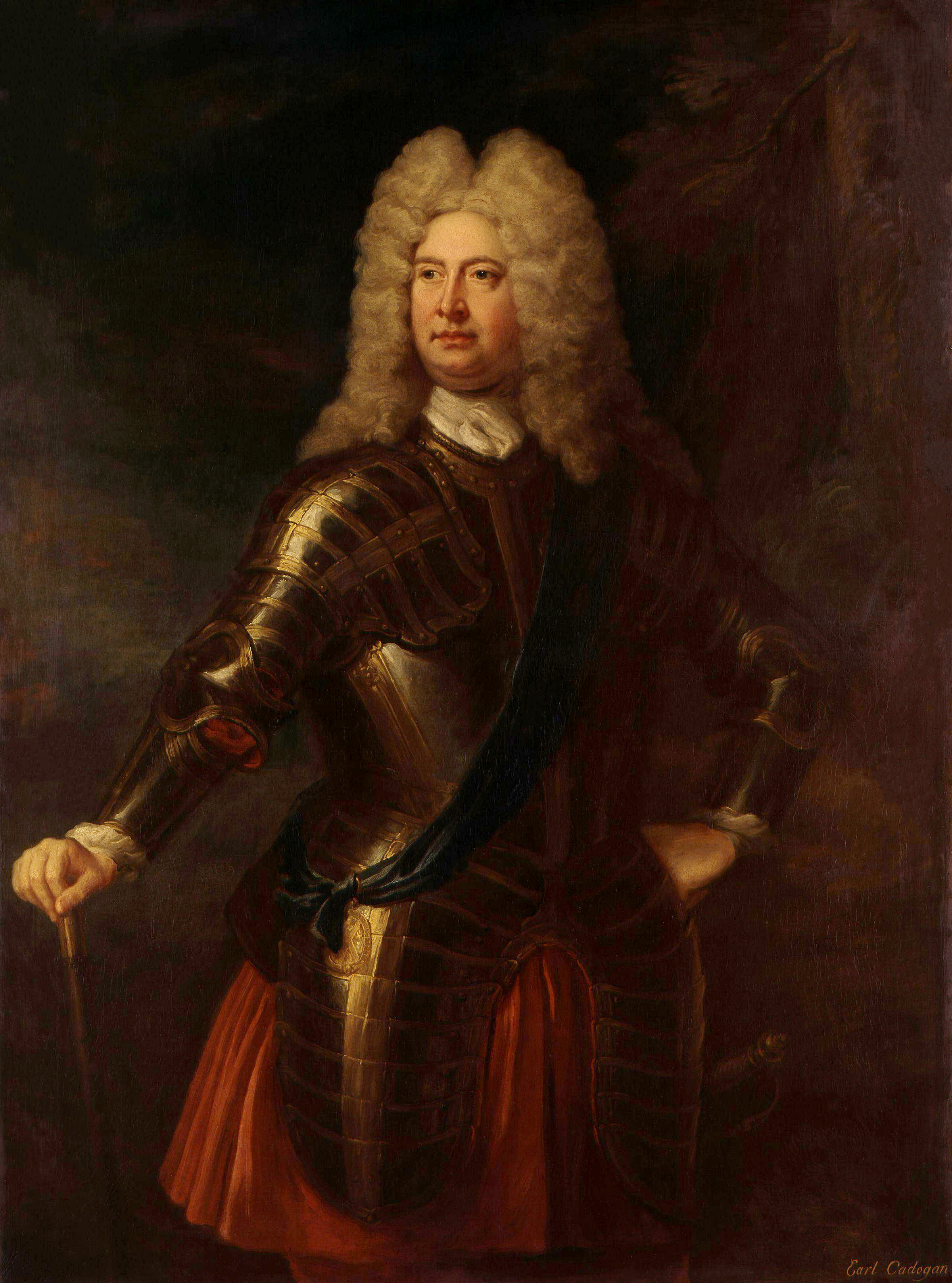
Guillaume Cadogan, 1703-1712.
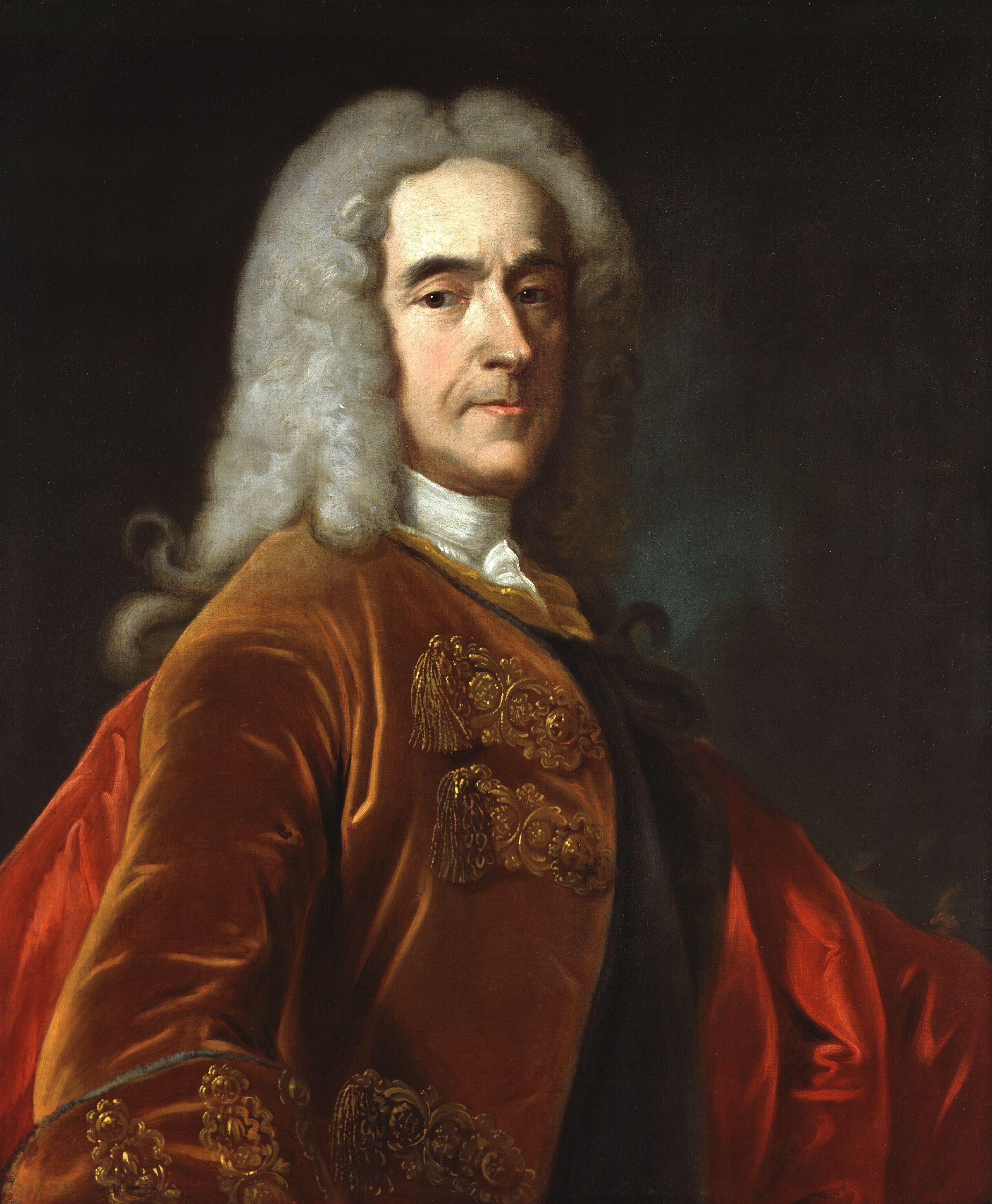
Vicomte Cobham, 1744-1745.
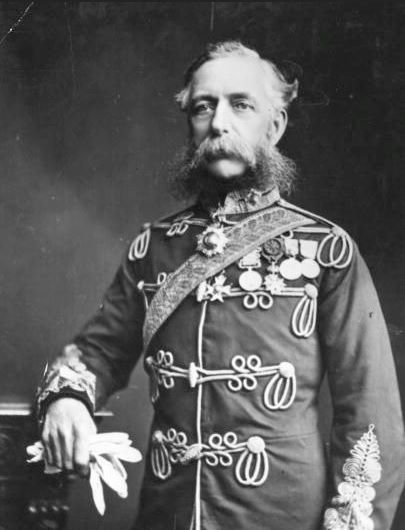
Comte de Cardigan, 1859-1860.
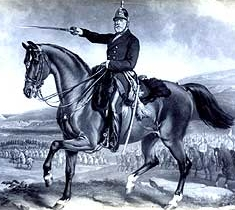
Sir James Scarlett, 1860-1871.

### 1686 - Earl of Shrewsbury's Regiment of Horse
- 1686 : Comte de Shrewsbury ; démissionne en 1687 et rejoint Guillaume III dans la République néerlandaise ;
- 1687 : Marmaduke Langdale, 2e baron Langdale ;
- 1687 : Richard Hamilton ; catholique irlandais, destitué de son commandement et emprisonné à la Tour de Londres le 31 décembre 1688[13];
- 1688 : John Coy ; Lieutenant-Colonel du régiment depuis 1686, vétéran expérimenté ayant servi en France et dans la garnison de Tanger (en)[13];
- 1697 : Charles Butler, 1er comte d'Arran ;
- 1703 : William Cadogan, futur comte Cadogan ; quartier-maître général et chef des renseignements de Marlborough, lui succède comme maître général de l'ordonnance en 1722[14];
- 1712 : George Kellum ; au service du régiment depuis sa formation en 1686[15];
- 1717 : Robert Napier ;
- 1740 : Clement Neville ;
- 1744 : Vicomte field marshall Cobham ;
- 1745 : Thomas Wentworth (mort en novembre 1747novembre 1747).

### 1746 -2ndIrish Horse
- 1747 : Thomas Blight[16];
- 1758: John Waldegrave, 3e comte Waldegrave[16];
- 1760 : Hon. Jean Fitzwilliam[16].

### 1788 -5thRegiment of Dragoon Guards
- 1789 : Jean Douglas ;
- 1790 : Thomas Bland ; a précédemment servi 36 ans avec le 7th Dragoon Guards (en)[17].

### 1804 -5th(the Princess Charlotte of Wales's) Regiment of Dragoon Guards
- 1816 : Prince Léopold Georg Christian Friedrich de Saxe-Saalfeld-Cobourg.

### 1823 -5th(Princess Charlotte of Wales's) Dragoon Guards
- 1831 : Général Sir John Slade (en) ; mort à l'âge de 97 ans en 1859 et sert durant la guerre d'indépendance espagnole, où ses contemporains le décrive comme « ce maudit type stupide »[18];
- 1859 : lieutenant-général James Brudenell, 7e comte de Cardigan ; commande la brigade légère pendant la guerre de Crimée ;
- 1860 : Gén. Hon. Sir James Scarlett ; agi comme commandant du régiment à partir de 1840, dirige la charge de la brigade lourde à Balaclava ;
- 1871 : Gén. Richard Parker ;
- 1885 : Gén. Sir Thomas Westropp McMahon (en) ;
- 1892 : lieutenant-général Somerset Gough-Calthorpe, 7e baron Calthorpe ;
- 1912 : Maj-général. Richard Temple Godman ;
- 1912 : Maj-général. William Edward Marsland ;
- 1920 : Lieutenant-général Sir George Tom Molesworth Bridges ;
- 1922 : Le régiment fusionne avec les Inniskillings (6th Dragoons) pour former le 5th/6th Dragoons.